# 岞山站
岞山站是一个胶济线上的铁路车站，位于山东省昌邑市岞山镇，建于1901年，目前为四等站，邮政编码为261322。目前客运：办理旅客乘降；行李、包裹托运；货运：办理整车、零担货物发到。